# Killed by Italian Skinhead
Killed by Italian Skinhead è una compilation in formato EP da 7" prodotta nel 1998 dall'etichetta Gema.
Trattasi in realtà di un bootleg contenente rarità dei gruppi punk e skinhead italiani Nabat, Rip Off, Bed Boys, Peggio Punx, Dirty Joy e Rough.

## Tracce
1. Asociale Oi! - Nabat
2. Droga - Rip Off
3. Io vi odio - Bed Boys
4. Scemo - Peggio Punx
5. Soon Or Later - Dirty Joy
6. Italia Skin - Rough